# Pčelar
Pčelar je fizička ili pravna osoba koja se bavi uzgojem pčela. On prema zakonu može biti hobi ili profesionalan pčelar. Pčelar je dužan postaviti svoj pčelinjak prema zakonu tako da pčele ne smetaju najbližim susjedima, prolaznicima, stoci i javnom prometu. 

## Dužnosti pčelara
Među ostale dužnosti pčelara prema pčelama spada i redovita stalna briga očuvanja pčelinjih zajednica poput:
- osiguranja stalnog čistog izvora vode počevši od prvih proljetnih izleta pčela do zadnjih jesenskih prije ulaska pčela u zimsko klupko. Voda pčelama kao i ljudima predstavlja izvor života i ako pčelar ne skrbi o održavanju higijenskog pojilišta pčela će potražiti druge okolne često neprovjerene izvore vode koji uzrokuju crijevne bolesti kod pčela
- održavanje okoliša i briga za mir u pčelinjaku bez obzira na način pčelarenja. Seleći pčelari poput onih u vlastitim stacionarnim pčelinjacima dužni su voditi brigu da pčele nesmetano izljeću u potrazi za nektarom i peludom. Čistoća okoliša ogledalo je savjesnog pčelara
- komunikacija sa susjedima i njihova edukacija o životu pčela morala bi biti dio stalnog rituala koji će spriječiti moguće nesuglasice
- proljetna pomoć pčelama pravovremenom prihranom za brži razvoj i jačanje zajednice pčele će znati uzvratiti pčelaru većim prinosom proizvoda tijekom sezone
- jesenska-zimska briga svodi se ovisno o području pčelinjaka na pravilno uzimljavanje zajednica, utopljavanje košnica,smanjivanje leta i stavljanje "češljeva" da se spriječi ulaz glodavaca dok su pčele u klupku
- redovita edukacija preko literature, pčelarskih škola, interneta, razgovora s drugim pčelarima trebala bi biti dio navike svakog pčelara

## Poznati pčelari u povijesti
Moses Quinby (1810.—1875.) - prvi komercijalni profesionalni pčelar u SAD-u. Tvorac i konstruktor suvremene pčelarske dimilice, danas nezaobilaznog sredstva u svakom hobi ili suvremenom pčelinjaku. Pisac je knjige tiskane 1853. "Mysteries of Bee-Keeping Explained".

## Galerija
- Pčelar S.Kušen u pčelinjaku

## Poveznice
- Pčelarstvo

## Vanjske poveznice
|  | Zajednički poslužitelj ima stranicu o temi Pčelarstvo    |
|  | Zajednički poslužitelj ima još gradiva o temi Pčelarstvo |

- Pčelarstvo online